# Під'їзд

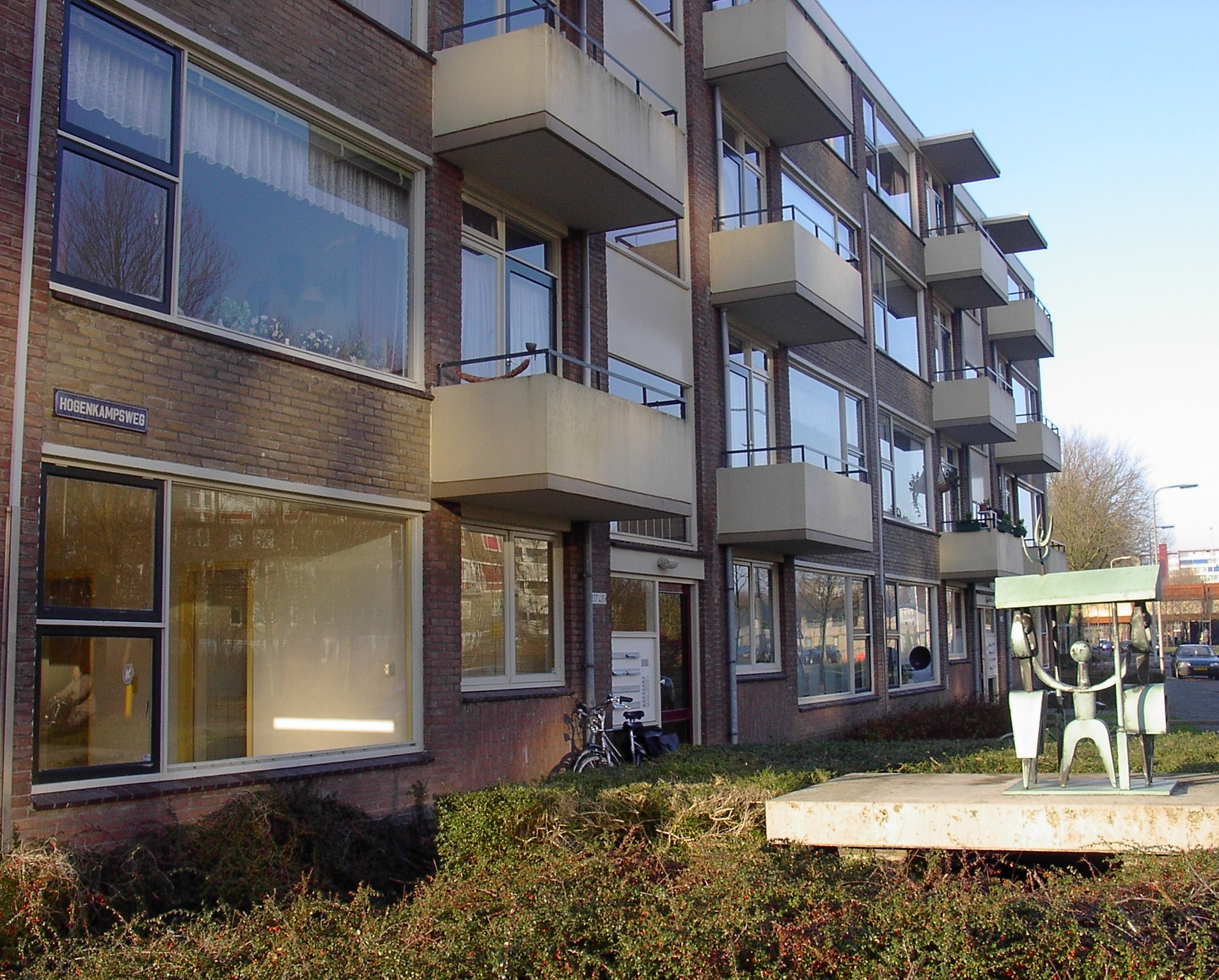
Під'їзд житлового будинку в Нідерландах

Під'їзд, сходова клітка — простір багатоповерхового будинку, який використовується всіма мешканцями будинку для вільного проникнення в свої квартири.
Найнижчий поверх має особливий статус: саме через цей поверх здійснюється потік мешканців у будинок і з будинку на вулицю. Як правило, в житловому будинку на першому або другому поверсі розташовуються поштові скриньки мешканців, які проживають в будинку, розвішуються оголошення і розташовується вихід з будинку.

## Схема під'їзду

Односекційний (однопід'їздний) житловий будинок в Братиславі

Кожен поверх в під'їзді житлового будинку має свої сходи. Поверхи пов'язані між собою сходовими маршами, з боків яких, як правило, є перила, призначені для безпеки пішоходів.
Під'їзди в багатоповерхових будинках оснащують ліфтами.
Під'їзд у Нідерландах — весь міжквартирний простір, котрий використовується мешканцями для доступу до квартир. В українській мові (також у російській, англійській, німецькій, французькій, польській) під'їзд — це вхід до будинку, включає вхідні двері, ґанок зі стріхою та внутрішній майданчик за дверима на першому поверсі. Синонім: ґанок.